# Cítov
Cítov település Csehországban, a Mělníki járásban. Cítov Spomyšl, Lužec nad Vltavou, Kostomlaty pod Řípem, Libkovice pod Řípem, Horní Beřkovice, Horní Počaply, Dolní Beřkovice és Býkev településekkel határos. Lakosainak száma 1300 fő (2024. január 1.).

## Népesség
A település lakosságának változását az alábbi diagram mutatja:
| Lakosok száma | 1384 | 1527 | 1562 | 1244 | 1061 | 986  | 1243 | 1238 | 1244 | 1300 |
|               | 1869 | 1890 | 1921 | 1950 | 1980 | 2001 | 2017 | 2019 | 2022 | 2024 |